# 藤原成国
藤原 成国（ふじわら の なりくに）は、平安時代前期の貴族。藤原北家末茂流、備前守・藤原直道の孫、伊予介・藤原連永の子。官位は従五位上・播磨介。

## 経歴
醍醐天皇の六位蔵人を務めた後、延長8年（930年）朱雀天皇が即位すると引き続き蔵人を務め、右衛門尉も兼ねた。
従五位下に叙爵後、天慶3年（940年）斎院長官に任ぜられ、摂津守も兼ねる。天慶7年（944年）2月に播磨介に任ぜられるが、翌天慶8年（945年）10月に何らかの理由により殿上簡を削られ、続いて播磨介も辞した。

## 官歴
- 延長7年（929年） 4月8日：見六位蔵人[1]
- 延長8年（930年） 11月：新帝蔵人[2]
- 延長9年（931年） 4月20日：見右衛門尉[3]
- 時期不詳：従五位下
- 天慶3年（940年） 4月6日：斎院長官[4]
- 天慶5年（942年） 4月15日：見摂津守斎院長官[5]
- 天慶7年（944年） 2月21日：播磨介[6]
- 天慶8年（945年） 10月15日：辞播磨介、見従五位上[5]

## 系譜
『尊卑分脈』による。
- 父：藤原連永
- 母：不詳
- 妻：不詳
  - 男子：藤原命世